# Богемське королівство
Богемське королі́вство (лат. Regnum Bohemiae; нім. Königreich Böhmen), знане також як Че́ське королі́вство (чеськ. České království; лат. Regnum Czechorum) — в 1198—1918 роках монархічна держава в Центральній Європі. Розташовувалася на території сучасної Чехії та сусідніх держав. Окрім Богемії контролювало Моравію, Сілезію, Лужицю; мало також володіння в Саксонії, Брандебурзі та Баварії. Виникло на основі чеського Богемського князівства ХІІ століття. У 1212—1806 роках перебувало у складі Священної Римської імперії (з 1348 року як коронна земля, а з 1356 — як курфюрство); згодом була коронною землею Австрійської імперії (1804—1867) та Цислейтанської частини Австро-Угорщини (1867—1918). Керувалася королями з різних династій: чеськими Перемисловичами, польськими Ягеллонами, німецькими Люксембургами, Віттельсбахами, Габсбургами, які одночасно були імператорами Священної Римської імперії. Столиця розташовувалася в Празі, що також була столицею імперії в XIV і XVI—XVII століттях. Основне населення міст становили німці та юдеї, а сіл — чехи. До Гуситських воєн та Реформації панівною релігією був католицизм; згодом більшість населення перейшла в протестантизм (чеські брати, лютерани). Офіційними мовами були латина, чеська (до 1627) і німецька. 1918 року, після Першої Світової війни, стало базою для появи Чехословацької республіки.

## Назва
- Боге́мське королі́вство (лат. Regnum Bohemiae; нім. Königreich Böhmen) — традиційна назва у більшості мов.
- Че́ське королі́вство (чеськ. České království), або Королі́вство че́хів (лат. Regnum Czechorum) — чеська назва.
- Богемія (лат. Bohemia; нім. Böhmen) — коротка назва; власне Богемія була лише центральною землею королівства, до якого також належали Моравія і Сілезія.
- Чехія — коротка чеська назва.

## Історія

### У складі Священної Римської імперії
У 1212—1806 роках Богемське королівство перебувало у складі Священної Римської імперії. З 1348 року воно мало статус коронної землі, а з 1356 — королівства-курфюрства.
Формально засновано в 1212 Золотою сицилійською буллою виданою майбутнім імператором Фрідріхом II королю Богемії Пржемислу Оттокару I. Королівство стало частиною Священної Римської імперії, пізніше частиною Австрійської імперії. Було скасовано в 1918, разом з падінням Австро-Угорщини. Чехія все ще використовує символи Богемського королівства (лев, Празький град, королівську корону тощо).
- У роках 1419—1434 роках країну спустошили гуситські війни — збройний релігійний конфлікт між гуситами (радикальні таборити, помірковані чашники) і католиками. Війни закінчилися поразкою радикальних гуситів, поверненням чашників до лона Католицької церкви із визнанням їхнього особливого обряду.

### У складі Австійської імперії та Австро-Угорщини
У 1804—1867 роках Богемське королівство було коронною землею Австрійської імперії.
У 1867—1918 роках Богемське королівство було коронною землею Цислейтанської частини Австро-Угорщини.
Після поразки Австо-Угорщини у Першій світовій війні на чеських землях Богемського королівство постала Чехословаччина.

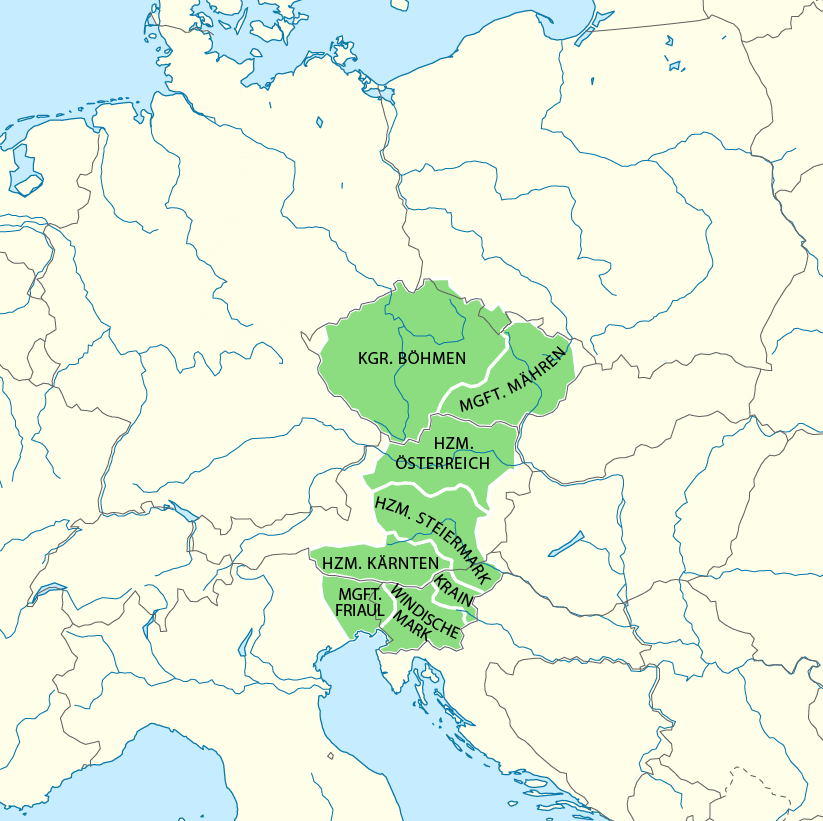
Богемія 1273
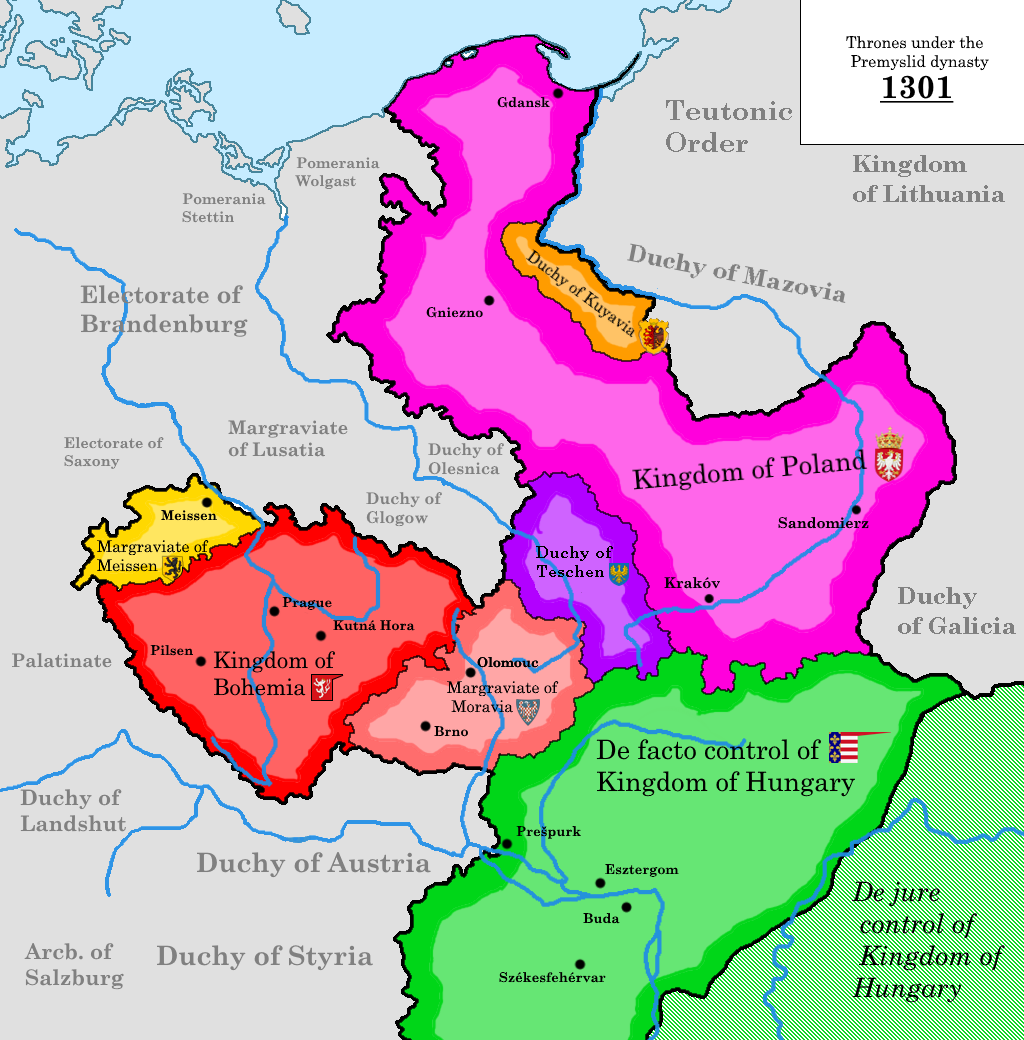
Богемія 1301
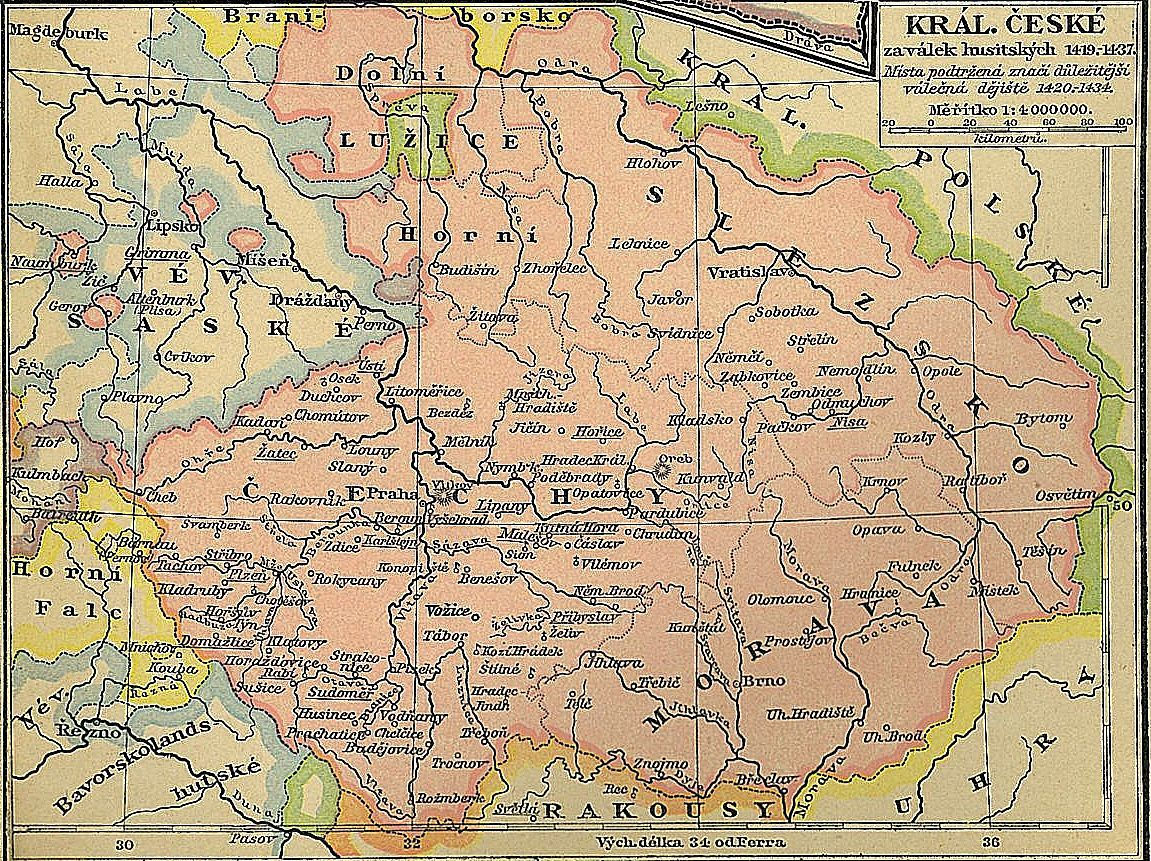
Богемія 1419—1437
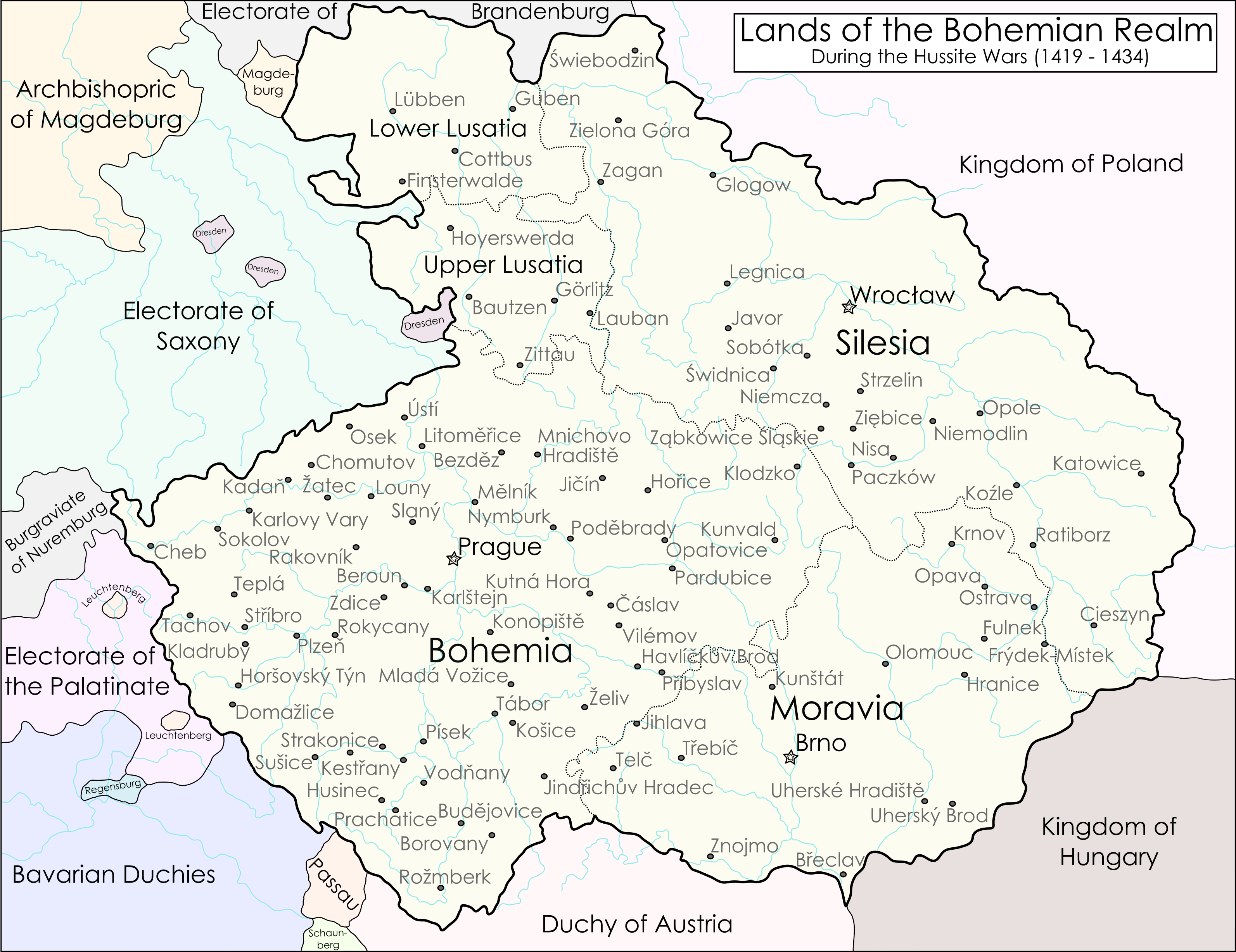
Богемія 1419—1437
Богемія 1618
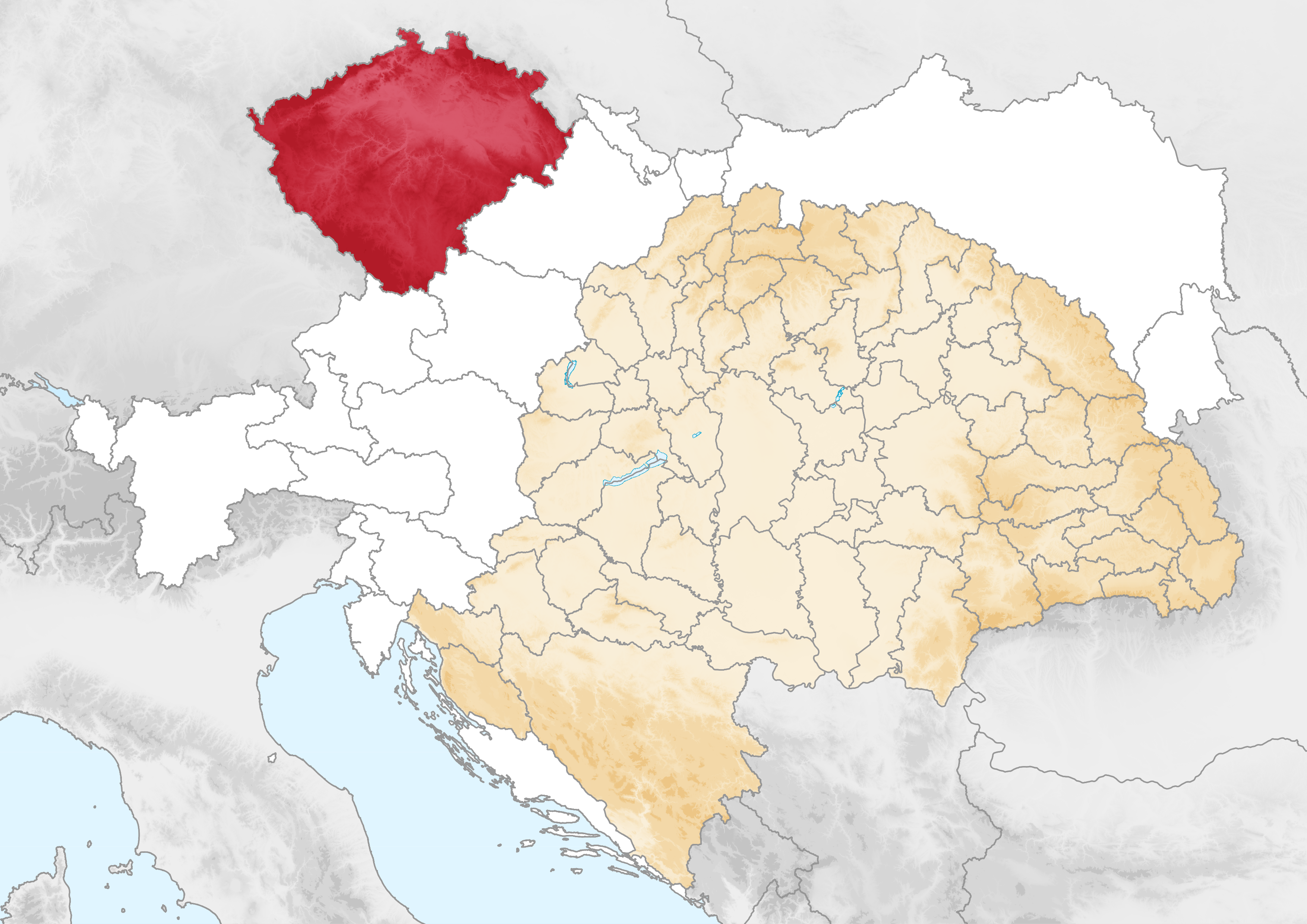
Богемія 1914

## Адміністративний поділ

### Землі
Королівство Богемія входила до складу земель Богемської корони разом з:
- Моравська марка — здобута богемськими правителями після битви на річці Лех у 955, перейшла до Польського королівства у 999, і відвойована Бржетиславом I в 1019/1029 (невизначена дата);

- Австрійське ерцгерцогство — в 1251, Штирійське герцогство в 1261, Егерланд в 1266, Каринтійське герцогство з Крайнською маркою і Венедською маркою в 1269 і Фріульська марка в 1272, ці надбанні землі Пржемисл Оттокар II втратив після поразки у битві на Моравському полі у 1278.

- Лужиця
  - Верхня Лужиця — включена Яном Люксембурзьким у 1319 (Бауцен) і 1329 (Герліц)
  - Нижня Лужиця (Лужицька марка) — придбані Карлом IV у Отто V в 1367.

Фердинанд II втратив Лужицю на користь Саксонії у 1635, згідно з Празьким миром

- Сілезькі герцогства були набуті в 1335, згідно з Тренчинським договором між Яном Люксембурзьким і королем Польщі Казимиром III. Марія Терезія втратила Сілезію в 1742, на користь короля Фрідріха II Прусського, за винятком Австрійської Сілезії.

- Північна частина Верхнього Пфальцу («Нова Богемія»), була приєднана Карлом IV в 1355. Його син Вацлав IV втратив цей край в 1400, на користь Руперта Німецького.

- Бранденбурзьке маркграфство було отримане Карлом IV від князя Отто V Баварського в 1373. Карл, син Сигизмунда I Люксембурга, втратив Бранденбург в 1415, на користь Фридриха I.

За царювання останнього Пржемисловича і за часів владарювання Люксембургів, особливо після царювання Карла IV, прийняття Золотої булли в 1356 і придбання Бранденбурзького курфюрства, Богемське королівство була наймогутнішою державою в Священній Римській Імперії. Таким чином, землі Богемської корони не входили в Імперські округи, встановлених у 1500 Імперською реформою.

Богемія
Моравія
Верхня Лужиця
Нижня Лужиця
Сілезія

### Міста
- Прага, Куттенберг (Кутна Гора), Ольмюц (Оломоуць)

## Державний устрій

### Королі
Керувалася королями з різних династій: чеськими Перемисловичами, польськими Ягеллонами, німецькими Люксембургами, Віттельсбахами, Габсбургами, які одночасно були імператорами Священної Римської імперії.
З 1356 року богемські королі були імперськими виборщиками і верховними чашниками імператора Священної Римської імперії.

### Сейм
- Богемський маршалок — голова Сейму.

## Релігія
- Католицька церква в Чехії
  - Сазавський монастир
- Гусити

## Освіта
Головним центром освітнього життя Богемії був Празький університет, заснований 1348 року королем Карлом IV.
- Єзуїтські колегії

## У культурі

### Відео-ігри
- 2018: Kingdom Come: Deliverance